# Благодатное (Краснокутский район)
Благода́тное (укр. Благодатне), село, 
Китченковский сельский совет,
Краснокутский район,
Харьковская область.
Код КОАТУУ — 6323582202. Население по переписи 2001 года составляет 18 (8/10 м/ж) человек.

## Географическое положение
Село Благодатное находится на расстоянии в 3 км от реки Грузская (правый берег).
На расстоянии до 2-х км находятся сёла Китченковка, Ковальчуковка и посёлок Каменно-Хуторское.

## История
- 1907 — дата основания.